# Deksyty
Deksyty (Dixen jusqu'en 1945) est un village polonais de la voïvodie de Varmie-Mazurie, dans le powiat de Bartoszyce.